# Sandsjön (Norra Sandsjö socken, Småland)
Sandsjön är en sjö i Nässjö kommun i Småland och ingår i Emåns huvudavrinningsområde. Sjön är 9,5 meter djup, har en yta på 0,784 kvadratkilometer och befinner sig 218 meter över havet. Sjön avvattnas av vattendraget Emån.

## Delavrinningsområde
Sandsjön ingår i det delavrinningsområde (637192-143789) som SMHI kallar för Utloppet av Sandsjön. Medelhöjden är 232 meter över havet och ytan är 9,52 kvadratkilometer. Räknas de 7 delavrinningsområdena uppströms in blir den ackumulerade arean 102,7 kvadratkilometer. Emån som avvattnar avrinningsområdet har biflödesordning 3, vilket innebär att vattnet flödar genom totalt 3 vattendrag innan det når havet efter 196 kilometer. Delavrinningsområdet består mestadels av skog (70 procent) och jordbruk (14 procent). Avrinningsområdet har 0,76 kvadratkilometer vattenytor vilket ger det en sjöprocent på 8 procent.